# George Rooke

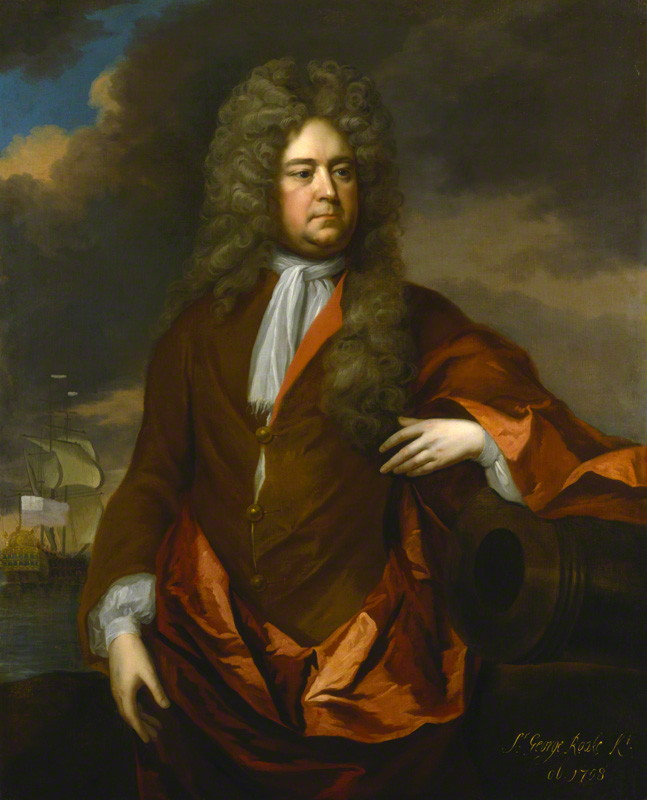
Sir George Rooke pintura de Michael Dahl, cap a 1705.

Sir George Rooke (1650- 24 de gener de 1709) va ser un almirall naval anglès. És conegut pels seus serveis e la guerra contra França i de manera particular per la seva victòria en la batalla de la Badia de Vigo i per la seva captura de Gibraltar per part dels britànics l'any 1704.

## Biografia
Rooke nasqué a St Lawrence, prop de Canterbury el 1650. Es va allistar voluntari a la Royal Navy el 1672, va actuar en les guerres contra els holandesos i va passar a tenir el grau de post captain el 1673.
Va esdevenir Rear Admiral (contralmirall) el 1690, i va combatre a la Batalla de Beachy Head.
El maig de 1692 serví sota les ordres d'Edward Russell a les batalles de Barfleur i La Hougue. Poc després va ser ennoblit.
Serví en le canal de la Mànega i en el Mediterrani. Comandà també l'esquadró anglo-holandès que, conjuntament amb els suecs, atacà Copenhaguen l'any 1700.

### Guerra de succsessió espanyola
Amb l'inici de la Guerra de Successió Espanyola el 1702, comandà l'expedició aliada, sense èxit, en la Batalla de Cadis de 1702, però destruí la Flota del Tresor espanyola en la batalla de la Badia de Vigo per la qual cosa rebé les gràcies del Parlament anglès.
Va comandar les forces navals aliades en la presa de Gibraltar de juliol de 1704, esdevenint el governador de Gibraltar (militar) del 24 de juliol al 4 d'agost de 1704.
El 13 d'agost de 1704, atacà la flota francesa a la batalla de Vélez-Màlaga, que va ser un èxit en termes de donar suport als aliats a Gibraltar Per motius de salut es retirà del servei el febrer de 1705, tornà a la seva mansió de St Lawrence prop de Canterbury on morí.
Es va erigir una estàtua en el seu honor a Gibraltar l'any 2004, amb motiu dels 300 aniversari de la captura de la població.